# Embaixada do Brasil em Seul
A Embaixada do Brasil em Seul (em coreano:  주한 브라질 대사관) é a missão diplomática brasileira da Coreia do Sul. A missão diplomática se encontra no endereço 73 Cheongwadae-ro, Palpan-dong, Jongno-gu, Seul, Coreia do Sul.
O Brasil reconheceu e estabeleceu relações diplomáticas com a República da Coreia em outubro de 1959. O decreto n.° 49.132 de 21 de outubro de 1960 criou a embaixada, mas determinou que seria cumulativa com a de Tóquio. O decreto n.° 52.919 de 22 de novembro de 1963 criou efetivamente o posto em Seul. A abertura oficial como embaixada ocorreu em maio de 1965.